# ペルーの在外公館の一覧

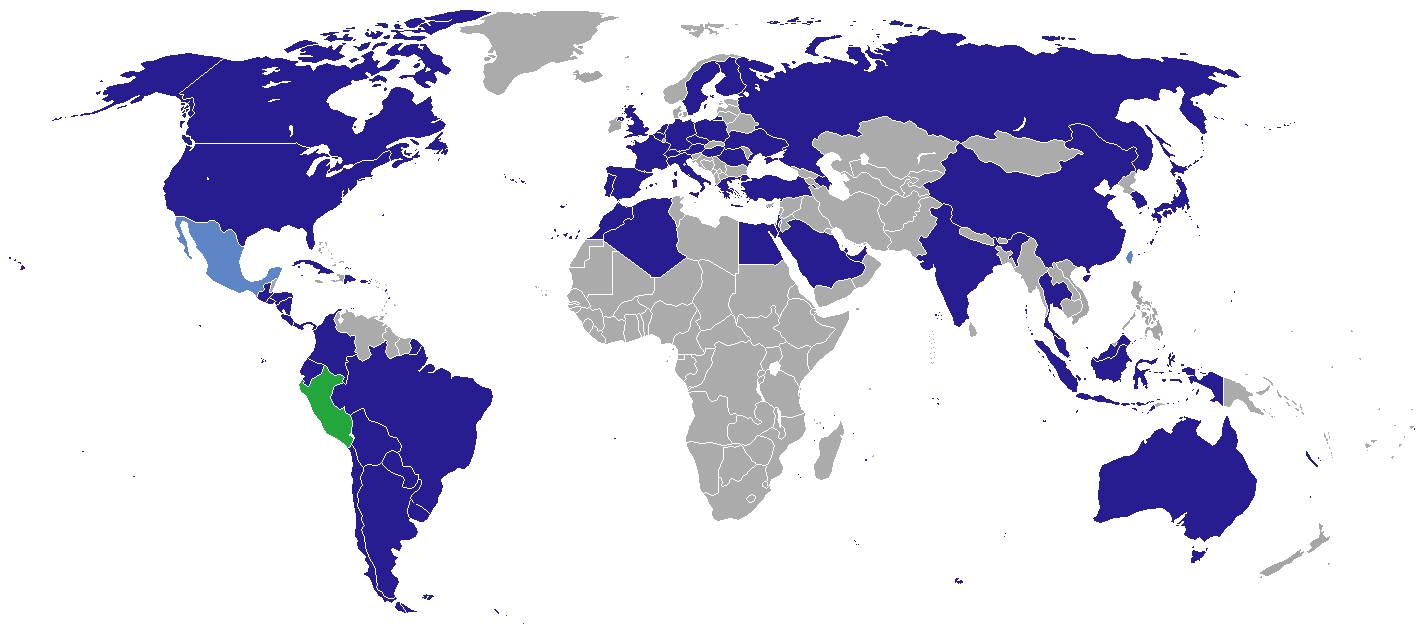
ペルーの在外公館が設置されている国

ペルーの在外公館の一覧では、ペルーが派遣している外交使節団（大使館、総領事館等）を挙げる。

## 南北アメリカ
- アルゼンチン
  - 大使館 (ブエノスアイレス)
  - 総領事館 (コルドバ)
  - 総領事館 (ラプラタ)
  - 総領事館 (メンドーサ市)
- ウルグアイ
  - 大使館 (モンテビデオ)
- カナダ
  - 大使館 (オタワ)

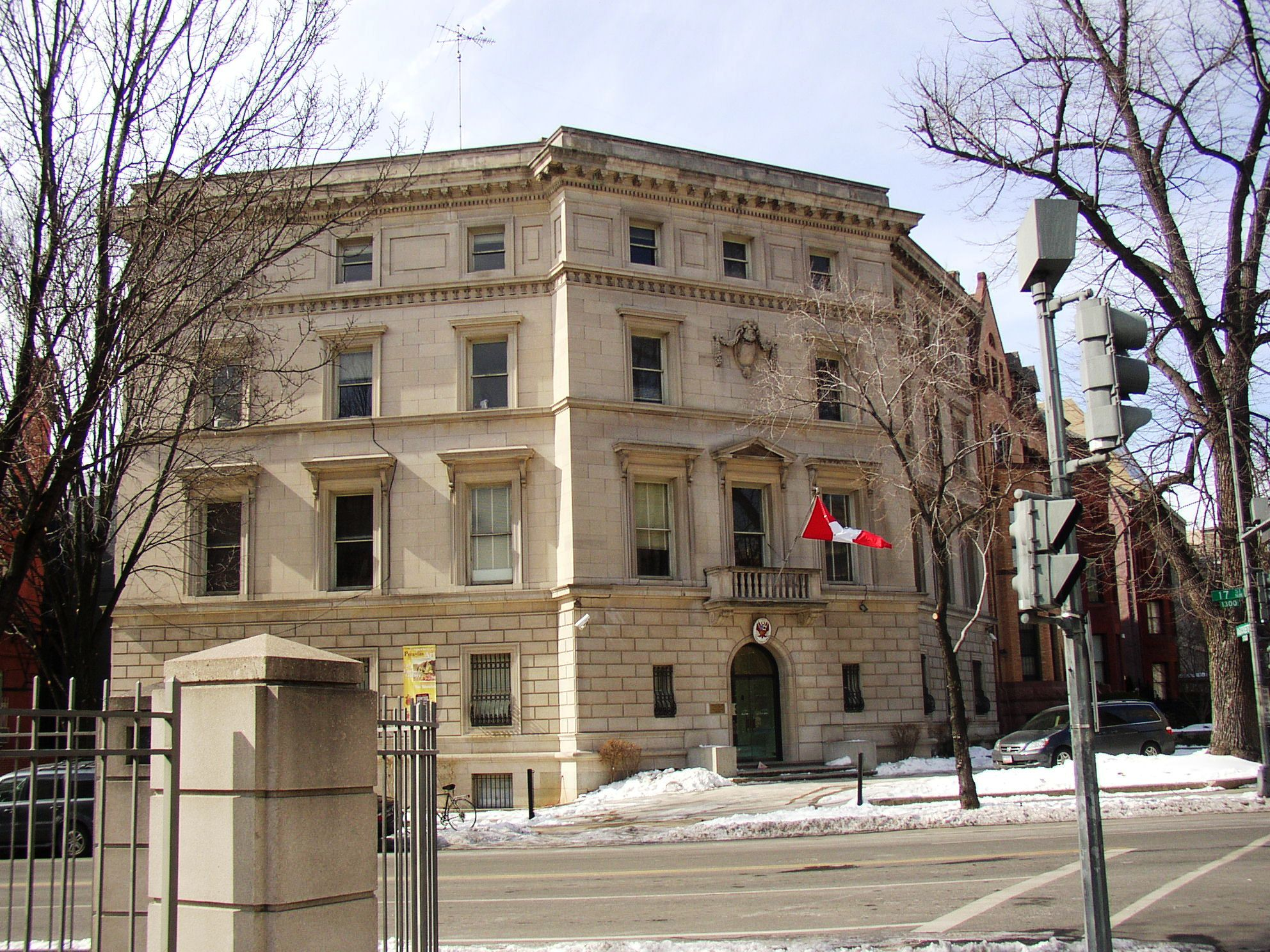
ワシントンDC、在アメリカ合衆国ペルー大使館

  - 総領事館 (バンクーバー (ブリティッシュコロンビア州)|バンクーバー)
  - 総領事館 (カルガリー)
  - 総領事館 (トロント)
  - 在モントリオール総領事館 (モントリオール)
- アメリカ合衆国
  - 大使館 (ワシントンD.C.)
  - 総領事館 (ボストン)
  - 総領事館 (シカゴ)
  - 総領事館 (デンバー)
  - 総領事館 (ヒューストン)
  - 総領事館 (ロサンゼルス)
  - 総領事館 (マイアミ)
  - 総領事館 (ニューヨーク)
  - 総領事館 (パターソン)
- エクアドル
  - 大使館 (キト)
  - 総領事館 (グアヤキル)
  - 総領事館 (マチャラ)
- エルサルバドル
  - 大使館 (サンサルバドル)
- キューバ
  - 大使館 (ハバナ)
- グアテマラ
  - 大使館 (グアテマラシティ)
- コスタリカ
  - 大使館 (サンホセ)
- コロンビア
  - 大使館 (ボゴタ)
  - 総領事館  (レティシア)
- ジャマイカ
  - 大使館 (キングストン)
- チリ
  - 大使館 (サンティアゴ・デ・チレ)
  - 総領事館 (アリカ)
  - 総領事館 (イキケ)
  - 総領事館 (バルパライソ)
- ドミニカ共和国
  - 大使館 (サントドミンゴ)
- パナマ
  - 大使館 (パナマ市)
- パラグアイ
  - 大使館 (アスンシオン)
- ブラジル
  - 大使館 (ブラジリア)
  - 総領事館 (リオデジャネイロ)
  - 総領事館 (サンパウロ)
  - 総領事館 (マナウス)
- ベネズエラ
  - 在ベネズエラ大使館 (カラカス)
- ボリビア
  - 大使館 (ラパス)
  - 総領事館 (サンタクルス)
  - 総領事館 (コチャバンバ)
- ホンジュラス
  - 大使館 (テグシガルパ)
- メキシコ
  - 大使館 (メキシコシティ)

## アジア

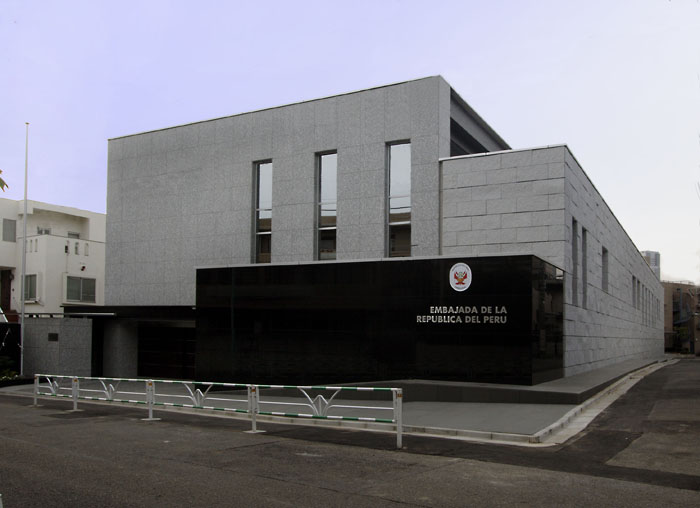
駐日ペルー大使館

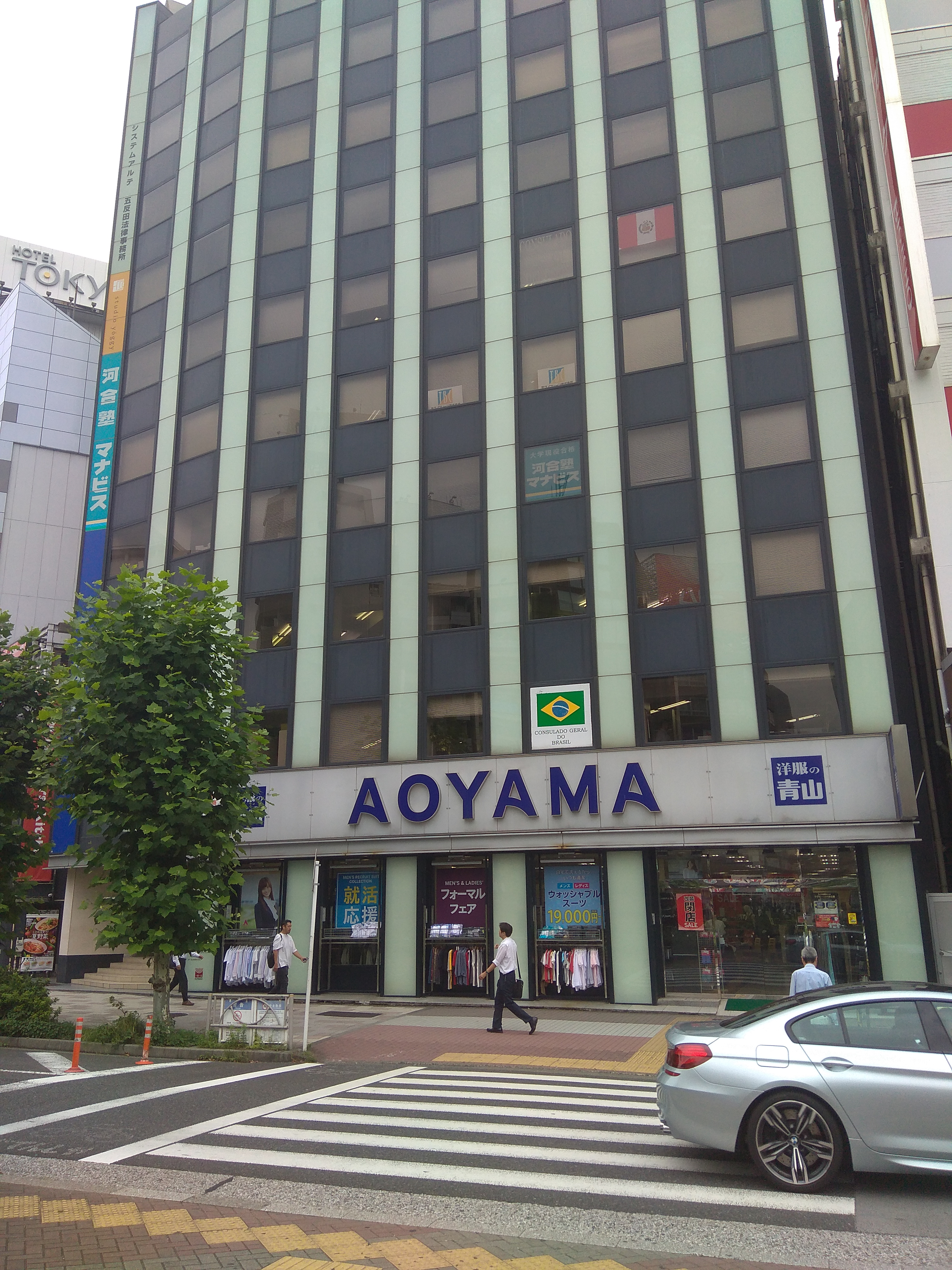
在東京ペルー総領事館

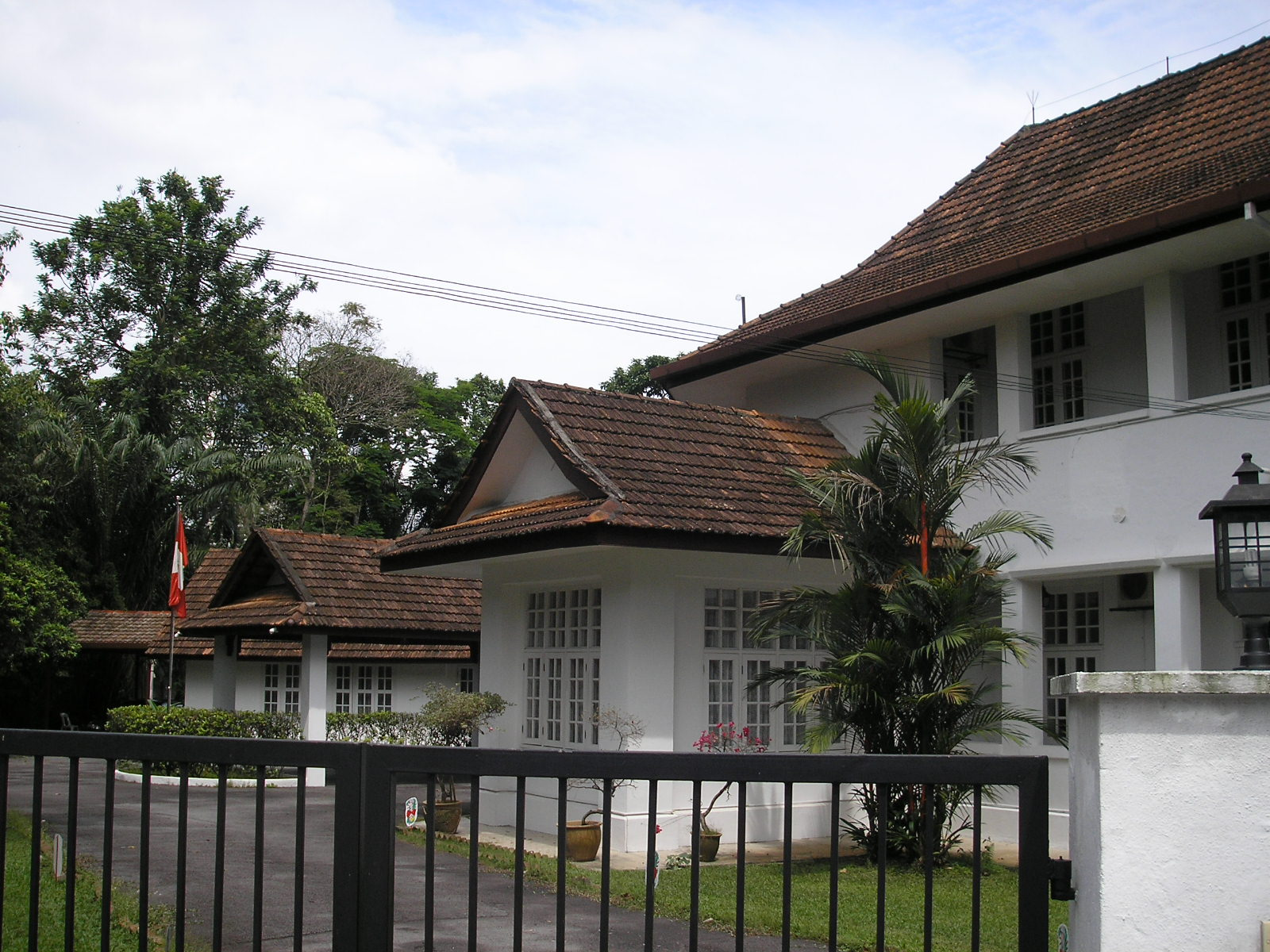
在マレーシアペルー大使館

- インド
  - 大使館 (ニューデリー)
- インドネシア
  - 大使館 (ジャカルタ)
- シンガポール
  - 大使館 (シンガポール)
- タイ
  - 大使館 (バンコク)
- 北朝鮮
  - 大使館 (平壌)
- 韓国
  - 大使館 (ソウル)
- 日本
  - 駐日ペルー大使館 (東京)
  - 在東京ペルー総領事館
  - 在名古屋ペルー総領事館
- 中華人民共和国
  - 大使館 (北京)
  - 総領事館 (上海)
  - 総領事館 (香港)
- マレーシア
  - 大使館 (クアラルンプール)
- 台湾
  - 貿易事務所 (台北)

## 中東
- イスラエル
  - 大使館 (テルアビブ)
- パレスチナ
  - 在パレスチナ代表事務所 (ラマッラ)
- クウェート
  - 大使館 (クウェート)
- カタール
  - 大使館(ドーハ)
- トルコ
  - 大使館 (アンカラ)
- アラブ首長国連邦
  - 総領事館 (ドバイ)

## アフリカ
- アルジェリア
  - 大使館 (アルジェ)
- エジプト
  - 大使館 (カイロ)
- 南アフリカ共和国
  - 大使館 (プレトリア)
- モロッコ
  - 大使館 (ラバト)

## ヨーロッパ
- イタリア
  - 大使館 (ローマ)
  - 総領事館 (ミラノ)
  - 総領事館 (フィレンツェ)
  - 総領事館 (ジェノア)
  - 総領事館 (バレンシア)
- ウクライナ
  - 大使館 (キエフ)
- イギリス
  - 大使館 (ロンドン)
- オーストリア
  - 大使館 (ウィーン)
- オランダ
  - 大使館 (ハーグ)
  - 総領事館 (アムステルダム)
- ギリシャ
  - 大使館 (アテネ)
- スイス
  - 大使館 (ベルン)
  - 在ジュネーブ総領事館 (ジュネーヴ)
- スペイン
  - 大使館 (マドリッド)
  - 総領事館 [バルセロナ)
  - 総領事館 (セビリア)
  - 総領事館 (バレンシア)
- セルビア
  - 大使館 (ベオグラード)
- チェコ
  - 大使館 (プラハ)
- ドイツ
  - 大使館 (ベルリン)
  - 総領事館 (デュッセルドルフ)
  - 総領事館 (ハンブルク)
  - 総領事館 (フランクフルト)
  - 総領事館 (ミュンヘン)
- バチカン
  - 大使館 ( イタリア ローマ)
- フィンランド
  - 大使館 (ヘルシンキ)
- フランス
  - 大使館 (パリ)
- ベルギー
  - 大使館 (ブリュッセル)
- ポーランド
  - 大使館 (ワルシャワ)
- ポルトガル
  - 大使館 (リスボン)
- ルーマニア
  - 大使館 (ブカレスト)
- ロシア
  - 大使館 (モスクワ)

## 大洋州
- オーストラリア
  - 大使館 (キャンベラ)
  - 総領事館 (シドニー)